# František Šafránek
František Šafránek (Praga, 2 de janeiro de 1931 - 27 de junho de 1987) foi um futebolista e treinador checo, que atuava como defensor.

## Carreira
František Šafránek fez parte do elenco da Seleção Tchecoslovaca de Futebol que disputou a Copa do Mundo de 1954.
Vestiu a camisa do São Paulo, cedido pelo Dukla Praha, em 24 de junho de 1964, quando o time brasileiro fazia uma excursão pela Europa. Atuou na partida contra o Milan no Estádio San Siro.

## Ligações Externas
- Perfil em FIFA.com (em inglês)